# Troglodyte zébré
Campylorhynchus megalopterus
Espèce
Statut de conservation UICN

 LC  : Préoccupation mineure
Le Troglodyte zébré (Campylorhynchus megalopterus) est une espèce de passereau appartenant à la famille des Troglodytidae.

## Répartition et sous-espèces
Il est endémique du Mexique :
- C. m. megalopterus — cordillère Néovolcanique ;
- C. m. nelsoni — sud de la Sierra Madre Orientale.

## Habitat
Ses habitats naturels sont les forêts de montagnes subtropicales ou tropicales humides.